# Мудехары
Муде́хары (исп. mudéjar, от араб. مدجّن‎ [mudaǧǧan] — прирученный, домашний) — мусульманское население, которое оставалось на территории Пиренейского полуострова, отвоёванной испанскими государствами у мусульман в ходе Реконкисты.

## История мудехаров
Включение в ходе Реконкисты новых территорий в состав христианских королевств породило особый феномен — городские мусульманские общины, ведущие относительно автономное существование в христианском окружении. Продолжали существовать и деревни, население которых состояло из мусульман-земледельцев.
Первоначально мудехарам было разрешено сохранять свои земли, законы и обычаи, исповедовать ислам. Однако в ряде мест в нарушение договоров они подвергались преследованиям (в частности, должны были носить особую одежду, выделявшую их из остального населения). После падения в 1492 году Гранадского эмирата мудехаров стали насильственно обращать в христианство. Мудехаров, принявших христианство, называли морисками.
Важным источником по истории мудехаров является «Книга Суны и Шары мавров», созданная, как полагают специалисты[кто?], приблизительно в XV веке на территории Валенсии. Она представляет собой судебник, излагающий нормы исламского права и регламентирующий жизнь мусульманской общины на территории христианского государства. Особую значимость «Книге Суны и Шары мавров» придает тот факт, что она была создана после Реконкисты и отражает жизнь мудехаров как сложившегося социума. Этот источник был относительно недавно обнаружен в архиве графов Оргас и опубликован в Кордове (1989).

## Быт и культура
Мусульмане Иберии долгое время распадались на два социально-контрастных класса. Элита мусульманской Испании состояла из группы высокоурбанизированных арабов и берберов, составлявших основу административного и военного аппарата крупных городов. С другой стороны, мусульманские низы состояли из группы довольно густонаселённых общин, занимавшихся орошаемым земледелием в долинах крупных рек. Основную массу мещан, торговцев и хуторных крестьян составляли иберо-римляне (позднее называемые мосарабы) и испанские евреи. После падения очередного мусульманского города (мусульмане не всегда составляли там абсолютное большинство), новые христианские правители уничтожали местную мусульманскую администрацию и издавали указ о выселении всех оставшихся мусульман за пределы городских стен в целях собственной безопасности. Селиться в пределах городских стен разрешалось лишь христианам. Таким образом, в ходе Реконкисты произошла рурализация мусульманской общины. Её члены вынуждены были в большинстве своём перейти к занятию сельским хозяйством, превратившись в зависимых земледельцев на землях, розданных христианским землевладельцам. Некоторые непокорные (монфи) укрывались в горах, занимаясь грабежом путников, или же уходили к магрибским пиратам. В виде исключений, покорившимся мусульманам позволялось остаться в городе, или же вернуться туда по истечении некоторого времени, когда его христианская принадлежность уже не стояла под вопросом. Так в большинстве крупных городов Испании со временем появились мусульманские кварталы, называемые альхамами или морерия.